# Hōdatsushimizu, Ishikawa
Hōdatsushimizu (宝達志水町 Hōdatsushimizu-chō) là thị trấn thuộc huyện Hakui, tỉnh Ishikawa, Nhật Bản. Tính đến ngày 1 tháng 10 năm 2020, dân số ước tính thị trấn là 12.121 người và mật độ dân số là 110 người/km2. Tổng diện tích thị trấn là 111,52 km2.

## Địa lý

### Đô thị lân cận
- Ishikawa
  - Kahoku
  - Hakui
  - Tsubata
- Toyama
  - Himi
  - Takaoka